# Chmielówka (rejon żabinecki)
Chmielówka (biał. Хмялёўка, Chmialouka; ros. Хмелёвка, Chmielowka) – wieś na Białorusi, w obwodzie brzeskim, w rejonie żabineckim, w sielsowiecie Stepańki.

## Historia
W dwudziestoleciu międzywojennym kolonia leżąca w Polsce, w województwie poleskim, w powiecie brzeskim, w gminie Turna. W 1921 miejscowość liczyła 18 mieszkańców, zamieszkałych w 6 budynkach, w tym 16 Rusinów i 2 Białorusinów. Wszyscy mieszkańcy byli wyznania prawosławnego.
Po II wojnie światowej w granicach Związku Sowieckiego. Od 1991 w niepodległej Białorusi.